# Felfedezetlenül (film)
A Felfedezetlenül (eredeti címe: Undiscovered) 2005-ben bemutatott amerikai filmdráma Meiert Avis rendezésében. Amerikában 2005. augusztus 26-án mutatták be, a kritikusoktól pedig negatív kritikákat kapott. A Rotten Tomatoes oldalán 8%-ot ért el 73 kritika alapján.
A film címe eredetileg Wannabe volt. Ez Ashlee Simpson jelentősebb filmszerepe.

## Rövid történet
Két New York-i keresztezi egymást, miközben mindketten megpróbálják megvalósítani álmaikat: Los Angelesben színészkedni és énekelni. Azonban semmi sem egyszerű Hollywoodban, a szerelem főleg nem.

## Szereplők
- Pell James: Brier Tucket
- Steven Strait: Luke Falcon
- Shannyn Sossamon: Josie
- Ashlee Simpson: Clea
- Perrey Reeves: Michelle
- Kip Pardue: Euan Falcon
- Carrie Fisher: Carrie
- Stephen Moyer: Mick Benson
- Fisher Stevens: Garrett Schweck
- Ewan Chung: Brendan, Garrett asszisztense